# 18964 Фейргарст
18964 Фейргарст  (18964 Fairhurst) — астероїд головного поясу, відкритий 31 серпня 2000 року.
Тіссеранів параметр щодо Юпітера — 3,470.